# Ngựa Chile
Ngựa Chile hoặc ngựa Chile Corralero là một giống ngựa có nguồn gốc từ Nam Mỹ. Ngựa Chile là giống có nguồn gốc từ lâu đời. Đây là giống ngựa bản địa được đăng ký lâu đời nhất của châu Mỹ, giống này là ngựa được đăng ký lâu đời nhất có nguồn gốc từ giống ngựa Iberia, giống ngựa này cũng là giống được đăng ký lâu đời nhất ở vùng Nam Mỹ và đồng thời là giống ngựa được đăng ký lâu đời nhất ở Tây bán cầu. Giống như nhiều giống bản địa khác ở châu Mỹ Latinh, Ngựa Chile rất cứng cỏi, nó có một sự trao đổi chất thấp, một khả năng miễn dịch tuyệt vời dối với các loại bệnh tật và một tỷ lệ đáng chú ý của sự hồi phục. Móng chân của chúng mạnh mẽ và lớp lông đôi dày của ngựa làm cho chúng rất phù hợp cho cả thời tiết lạnh và khô/hanh, nóng. Giống ngựa này có tính khí rất ngoan ngoãn và tạo ra một con ngựa rất cảnh giác với khả năng làm việc to lớn. Giống này hiện đang được sử dụng để làm ngựa gia súc và được sử dụng rất nhiều trong cuộc thi cưỡi ngựa mạo hiểm (rodeo) ở Chile. Chúng có nhiều màu khác nhau như màu be (ngựa đạm, ngựa tía), đen, hạt dẻ (hồng mã), các màu xám nhạt và cấp đầu tiên bao gồm palomino, da bò và màu đen khói. Ngựa Chile không chỉ là giống ngựa cổ nhất ở Mỹ, mà còn là giống ngựa cổ duy nhất đã duy trì một đăng ký khép kín kể từ khi thành lập.:508 Nó được đánh giá cao vì ý thức gia súc của nó.:456
Vào năm 2012, người ta ước tính có từ 75.000 đến 85.000 con ngựa Corralero ở Chile, với khoảng 40.000 ngựa cái sinh sản và 3.000 ngựa đực giống.